# El buscavidas
El buscavidas (título original en inglés: The Hustler) es una novela de 1959, la novela debut del escritor estadounidense Walter Tevis. Cuenta la historia de un joven jugador de billar, Edward «Fast Eddie» Felson, que desafía al legendario Minnesota Fats. La novela fue bien recibida por la crítica y fue adaptada a una película de 1961, protagonizada por Paul Newman como Fast Eddie, Jackie Gleason como Minnesota Fats y Piper Laurie como Sarah. En 1984 se publicó una secuela, El color del dinero.

## Sinopsis
Eddie «Fast Eddie» Felson es un joven jugador de billar de Oakland, California, que viaja por el país con su socio de mediana edad Charlie Fenniger, dedicándose a ser un hustler: pretendiendo ser peor jugador de billar de lo que realmente es para ganar apuestas. Va con Charlie a Chicago, donde juega contra el legendario jugador de billar George Hegerman, conocido como Minnesota Fats, en el salón de billar Brannigan's. Después de vencer a Fats en varios juegos, en un momento estando por delante de él por $ 18,000, se emborracha y pierde ante él, colapsando exhausto después de 40 horas de juego. Eddie deja a Charlie sin despedirse y vuelve a trabajar.
Eddie conoce a una estudiante universitaria, Sarah, en una estación de autobuses. Comienzan una aventura y comienzan a vivir juntos. Al regresar a casa de Brannigan, se encuentra con Bert, un jugador profesional, quien le dice a Eddie que, a pesar de su talento, perdió ante Fats debido a su falta de carácter, así como a un arraigado deseo de perder. Sin embargo, se ofrece a respaldarlo en un juego con un rico jugador de billar de Kentucky llamado Findlay, llevándose el 75 por ciento de las ganancias y absorbiendo todas las pérdidas y pagando los gastos. Eddie lo rechaza y continúa presionando. Haciendo caso omiso del consejo de Bert, juega al billar en un salón de billar frecuentado por inmigrantes duros de los Apalaches. Le rompen los pulgares.
Después de recuperarse en el apartamento de Sarah, acepta la oferta de Bert. Dejando a Sarah atrás en Chicago, viajan a Kentucky y Eddie juega contra Findlay en su casa de Lexington. Resulta que Findlay juega al billar francés, no al billar pool, lo que pone a Eddie en desventaja. Durante el juego se da cuenta de que Findlay es un hustler de billar francés. Aunque está disgustado porque lo están estafando, Eddie tiene una epifanía. Al ver a Findlay vacilar, se da cuenta de la validez de lo que Bert le había estado diciendo acerca de que ganar lo es todo, cómo la gente anhela una excusa para perder y cómo el carácter es tan importante como la habilidad. A pesar del continuo dolor en los pulgares, gana contra Findlay. Él y Bert regresan a Chicago, donde Eddie se reúne con Sarah pero no vuelve a vivir con ella. Regresa a casa de Brannigan donde ve a Charlie, quien dice que había estado preocupado por él y voló desde Oakland para encontrarlo. Confiesa que había entregado 5000 dólares en ganancias y se los paga. Eddie procede a jugar Minnesota Fats con su propio dinero y lo derrota.
Bert exige el treinta por ciento de sus ganancias y dice que él es su mánager. Charlie lo respalda. Eddie rechaza pagarle dinero a Bert y hace caso omiso de la amenaza de Bert de que le rompan los pulgares y un brazo, y ridiculiza la insinuación de Bert de que tiene conexiones criminales. Cuando termina la novela, Eddie y Bert están en un punto muerto.

## Recepción de la crítica
El crítico de The New York Times, Rex Lardner, calificó el libro como «un viaje tenso y estremecedor al mundo duro, polvoriento, lleno de humo, ruidoso y lleno de dinero del tiburón del billar», y escribió que Tevis «escribe como una racha, haciendo al billar directo tan emocionante como una pelea de Stanley Ketchell. Esta es una novela excelente, rápida, lasciva y poco convencional».
Una reseña sin firmar en Time decía que El buscavidas «tiene sus defectos como novela, pero abre la puerta a un mundo que los libros aún no han convertido en algo común». Continuó diciendo que: «La moraleja de El buscavidas es obviamente sentenciosa, la historia de amor es un cliché y la escritura del autor Tevis es a veces demasiado dolorosamente exacta. Lo que queda es una sucesión de escenas en las que un mundo lleno de humo y sórdido se vuelve vivaz y donde las crisis son intensas a pesar de que la escena es sucia y el juego es sólo billar».
Kirkus Reviews la calificó de «novela compacta y ordenada» y dijo: «A través de un lenguaje informal que no oculta la seriedad de su intención, esta exploración de la experiencia moral es un relato conciso y de competente actuación».

## Antecedentes
Tevis creció en Kentucky y se hizo muy amigo de un joven cuyo padre le compró una mesa de billar para evitar problemas. Conoció el juego cuando estaba en la Marina, y un escritor de Kentucky Monthly observó en 2019 que «la combinación de billar y juego hizo que el reloj avanzara hacia lo que estaba por venir». Se llamó a sí mismo un jugador de billar «clase B» que no podía jugar contra profesionales con alguna esperanza de ganar.
Las salas de billar descritas en el libro fueron ficticias por Tevis, e insistió en que a pesar de las afirmaciones de Rudolf Wanderone de ser el modelo del personaje, Minnesota Fats era completamente ficticio. Le dijo a un entrevistador en 1981: «Mucha gente me pregunta: '¿Cuándo conociste a Minnesota Fats por primera vez?' Y me siento como si le preguntaran a Walt Disney: '¿Cuándo conociste al pato Donald?' Vamos, lo inventé. Una de mis contribuciones al folklore norteamericano». Tevis ha descrito la ciudad natal de Fast Eddie, Oakland, como una «referencia autobiográfica disfrazada» a San Francisco, donde nació Tevis.
Un jugador de billar llamado Eddie Parker afirmó que él era la base del personaje de Fast Eddie, pero Tevis sostuvo que Fast Eddie era ficticio y le molestaban las afirmaciones en sentido contrario, de que había «creado personajes tan memorables a partir de un mero reportaje». Después de su muerte en 1984, su viuda desacreditó durante años las afirmaciones de que el personaje de Fast Eddie estaba basado en una persona real.
En 2019, un investigador examinó el manuscrito original de la novela y descubrió que Tevis había cambiado el nombre del personaje de «New York Fats» a «Minnesota Fats», dando crédito a la afirmación de Rudolf Wanderone, quien se hacía llamar «New York Fats», de que él fue la inspiración para el personaje.

## Historial de impresión
Las ediciones disponibles incluyen:
- 1976: ISBN 0380008602
- 1979: ISBN 1568490445
- 2006: ISBN 1560254734